# Catharsius crassicornis
Catharsius crassicornis är en skalbaggsart som beskrevs av Gillet 1911. Catharsius crassicornis ingår i släktet Catharsius och familjen bladhorningar. Inga underarter finns listade.